# Artavan (Vayots Dzor)
Artavan (in armeno Արտավան?) è un comune di 379 abitanti (2001) della Provincia di Vayots Dzor in Armenia.